# Marcel Decrion
 Marcel Decrion  est un ferronnier d'art français, né en 1879. Il est un membre actif de Union Rémoise des Arts Décoratifs et produira plusieurs œuvres art Déco.

## Biographie
Marcel Decrion est né en 1879.
Il épouse, en 1906, Lucie Émilie Laruelle.
Son atelier était situé au 48 rue Buirette à Reims.
Marcel Decrion était un membre actif de l’Union Rémoise des Arts Décoratifs (URAD).
Il décède en 1945.

## Distinctions
- Médaille d'or à l'Exposition des Arts décoratifs de Paris en 1925 pour son travail de ferronnerie sur le Mausolée dédié aux morts des batailles de Champagne privés de sépulture[2].

## Œuvres
- Porte du banc de communion de l’Église Saint-Remi de Sillery[3],
- Porte de la salle des fêtes de l'Hôtel de Ville de Reims, dessinée par Carlo Sarrabezolles,
- Porte de chapelle-mausolée de la Nécropole nationale de Sillery,
- Ensemble du décor de ferronnerie de l'Église Sainte-Marie-Madeleine de Mont-Notre-Dame[4],
- Garniture du maître-autel et chemin de croix de l'église Saint-Remi de Vaudesincourt[5].
- Ecran de cheminée double face réalisé en fer forgé (re)poli, dénommé " Les ballets russes"[6].

## Galerie

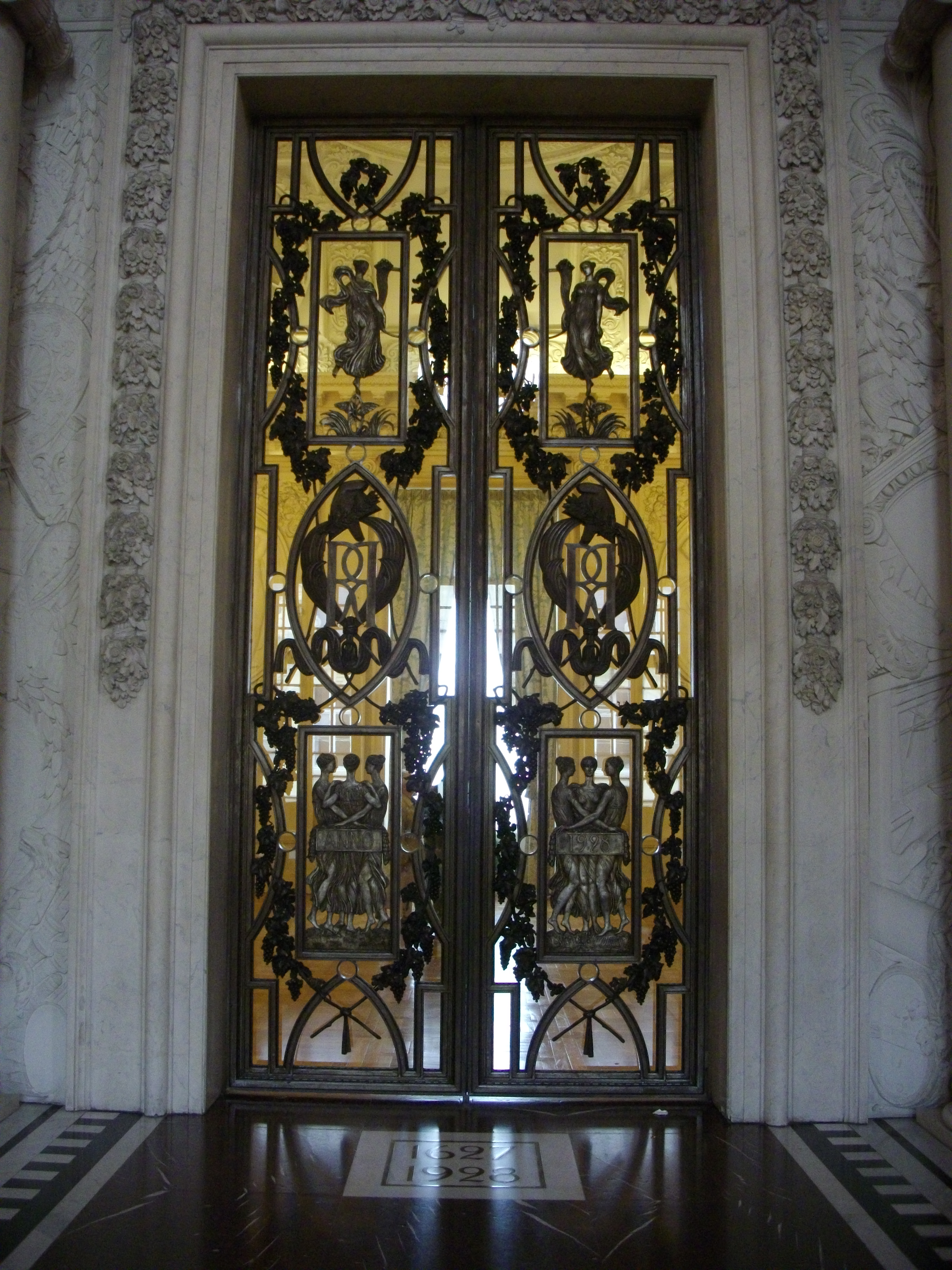
Entrée de la salle des fêtes de l’hôtel de ville de Reims.
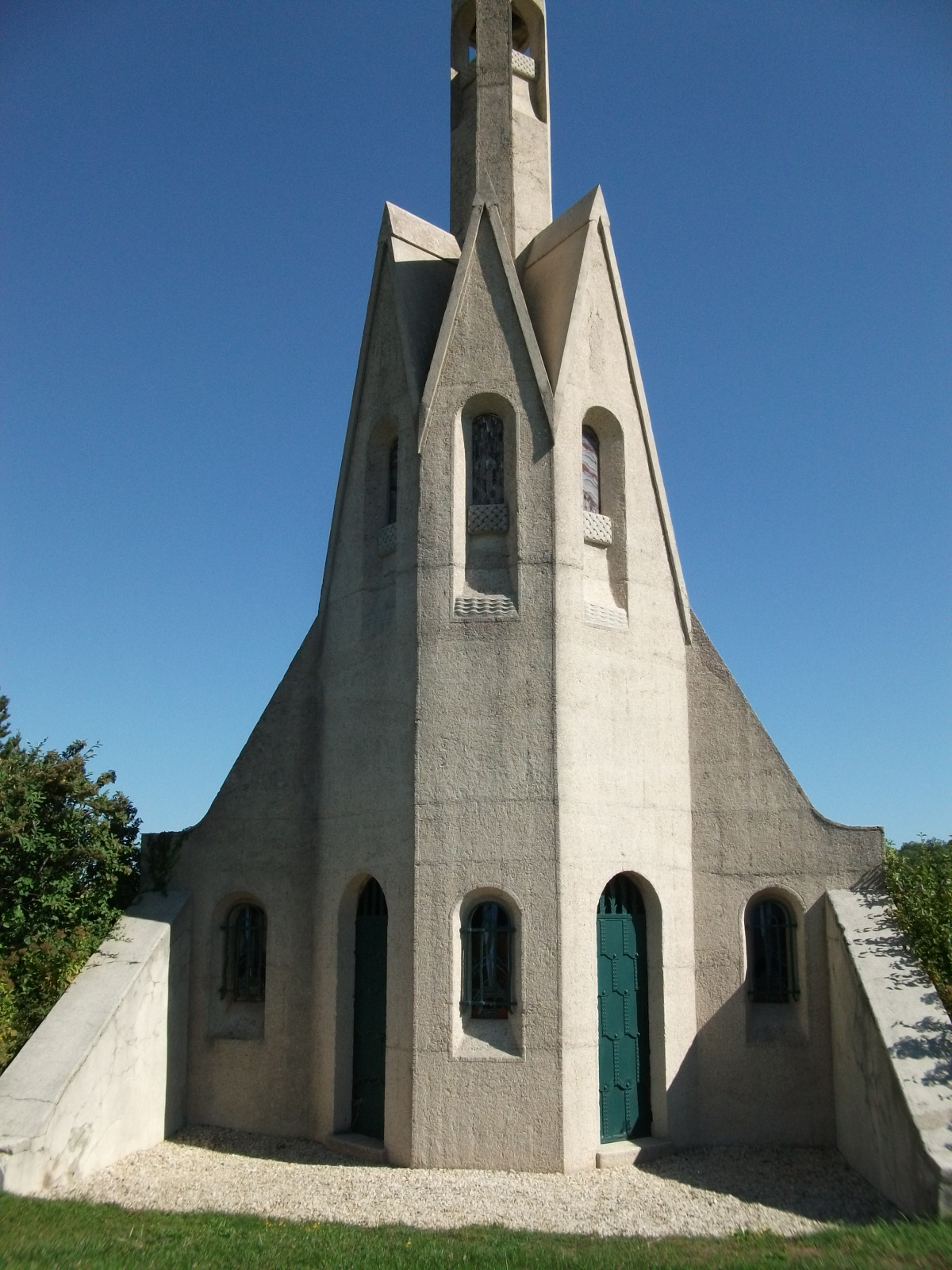
Porte de la chapelle-mausolée en forme de tuiles.